# のぞき (1965年の映画)
『のぞき』（Promise Her Anything）は1965年に公開されたイギリス・アメリカ合衆国合作のロマンティック・コメディ映画。映画監督を夢見る青年らが一人の赤ん坊によって巻き起こす騒動を描いた作品。監督はアーサー・ヒラー。出演はウォーレン・ベイティやレスリー・キャロンなど。アーン・サルタン、マーヴィン・ワースの原案に基づきウィリアム・ピーター・ブラッティが脚本を書いた。
なお、日本でのテレビ放映時に「再婚女性のマル秘作戦」という邦題がつけられたこともある。

## あらすじ
除隊後、グリニッチ・ヴィレッジの自分のアパートでヌード映画を撮って生計を立てている自由気ままなハーリー・ラメルは、いつか大監督になる夢を持っている。最近未亡人となったミシェル・オブライエンが、幼い息子ジョン・トーマスと共にハーリーのアパートに引っ越して来る。ある日、ジョン・トーマスがハーリーの部屋に紛れ込んで来たことから、ハーリーはミシェルと親しくなる。ミシェルは、裕福な上司で小児診療所を運営するフィリップ・ブロックと交際しているのだが、ブロックが自分の子供はいらないと言っているためにジョン・トーマスのことを言い出せないでいる。
子守りが来なかった日、ジョン・トーマスを預かったハーリーは、ジョン・トーマスが素晴らしい表情を見せるのを見て、これとストリップを組み合わせ、前衛的な芸術映画を作ろうと考える。一方、ミシェルにより近づくために、ジョン・トーマスを自分の子として、一時、ブロックの診療所に預けることを提案する。いざという時になってブロックに打ち明けるより、前もって彼にジョンの可愛いらしさを知らせておいた方がスムーズにいくというのがその理由だ。
ジョン・トーマスが観察のためにフィリップの診療所に入院した翌日、ハーリーの映画を見たスポンサーが悪のりして、現在制作している映画を1時間でも早く完成させろと言ってくる。ハーリーは、クレーンに女優たちを乗せ、診療所の窓からジョン・トーマスの部屋に忍び込み撮影したが、彼のこの行動は赤ちゃんの行動を録画する隠しカメラに映ってしまう。このことを知ったミシェルは怒り、ハーリーに平手打ちをくわせ、また、ブロックにジョン・トーマスがミシェルの子だとバレてしまう。その時、アパートの窓の外にあるクレーンにジョン・トーマスが乗ってしまう。危険な状態となったが、ブロックはおろおろするばかり。ハーリーは命がけクレーンに飛び乗り、ジョン・トーマスを助ける。ミシェルは大感激し、ハーリーを許し、ハーリーとの結婚を決意する。

## キャスト
※括弧内は日本語吹替（初回放送1973年12月16日『日曜洋画劇場』）
- ハーレイ・ルメル：ウォーレン・ベイティ（広川太一郎）
- ミシェル・オブライエン：レスリー・キャロン（桜京美）
- フィリップ・ブロック：ボブ・カミングス（山内雅人）
- アンジェロ・カレッリ：キーナン・ウィン
- ルース夫人：ハーミオン・ジンゴールド
- ペットショップの客：ベッシー・ラヴ
- ブロックにサインを頼む父親：ドナルド・サザーランド[2]